# Skovelsjön
Skovelsjön är en sjö i Åsele kommun i Lappland och ingår i Ångermanälvens huvudavrinningsområde. Sjön har en area på 1,97 kvadratkilometer och ligger 361 meter över havet. Sjön avvattnas av vattendraget Skovelsjöbäcken.

## Delavrinningsområde
Skovelsjön ingår i det delavrinningsområde (714304-156507) som SMHI kallar för Utloppet av Skovelsjön. Medelhöjden är 400 meter över havet och ytan är 15,1 kvadratkilometer. Det finns inga avrinningsområden uppströms utan avrinningsområdet är högsta punkten. Skovelsjöbäcken som avvattnar avrinningsområdet har biflödesordning 3, vilket innebär att vattnet flödar genom totalt 3 vattendrag innan det når havet efter 223 kilometer. Avrinningsområdet består mestadels av skog (82 procent). Avrinningsområdet har 1,97 kvadratkilometer vattenytor vilket ger det en sjöprocent på 13 procent.

## Övrigt
Sjön har givit namn till tofflorna Skovelsjön i IKEAs sortiment